# Patrice Bianchi
Patrice Bianchi (* 10. April 1969 in Bourg-Saint-Maurice) ist ein ehemaliger französischer Skirennläufer. Er fuhr fast ausschließlich Slaloms, gelegentlich auch Riesenslaloms.

## Biografie
Nachdem er zu Beginn seiner Karriere hauptsächlich im Europacup zum Einsatz gekommen war, nahm Bianchi ab 1989 im Weltcup teil. Die ersten Weltcuppunkte holte er am 6. Januar 1990 als 14. des Slaloms von Kranjska Gora. Zwei Monate später folgte in Veysonnaz die erste Platzierung unter den besten zehn. Bei den Weltmeisterschaften 1991 in Saalbach-Hinterglemm fuhr er auf den siebten Platz.
Seine erfolgreichste Saison hatte Bianchi 1991/92: Er siegte in Garmisch-Partenkirchen und wurde Zweiter in Kitzbühel, wodurch er zum Saisonende als fünftbester Slalomfahrer der Welt feststand. Bei den Olympischen Spielen 1992, die in seiner näheren Heimat stattfanden, schied er jedoch aus. Einen weiteren Weltcupsieg feierte er am 15. Dezember 1992 im Slalom der 3-Tre-Rennen in Madonna di Campiglio. Ende der Saison 1993/94 trat er vom Spitzensport zurück.

## Erfolge

### Weltmeisterschaften
- Saalbach-Hinterglemm 1991: 7. Slalom
- Morioka 1993: 11. Slalom

### Weltcup
- Saison 1991/92: 5. Slalomwertung
- 3 Podestplätze, davon 2 Siege:

| Datum             | Ort                    | Land        | Disziplin |
| ----------------- | ---------------------- | ----------- | --------- |
| 13. Januar 1992   | Garmisch-Partenkirchen | Deutschland | Slalom    |
| 15. Dezember 1992 | Madonna di Campiglio   | Italien     | Slalom    |

### Juniorenweltmeisterschaften
- Bad Kleinkirchheim 1986: 26. Abfahrt
- Sälen 1987: 18. Riesenslalom

### Französische Meisterschaften
- Französischer Meister im Riesenslalom 1990 und im Slalom 1992